# Chlorochlamys triangularis
Chlorochlamys triangularis là một loài bướm đêm trong họ Geometridae.